# Macrotaal
De term macrotaal wordt in de ISO/DIS 639-3 standaard gebruikt als een code wordt vergeven aan een taal die aangemerkt kan worden als "overkoepelende" taal voor een groep talige variëteiten.
Hiermee wordt aangegeven dat de taal gezien kan worden als een soort lingua franca of een soort grootste gemene deler van de talen of dialecten die onder de noemer van de macrotaal geschaard worden, bijvoorbeeld als er ondanks belangrijke verschillen tussen de talen van de groep toch een soort algemene voertaal is die de sprekers van de verschillende varianten beheersen om met elkaar te communiceren, bijvoorbeeld voor handel en dergelijke. Zo'n gezamenlijke begrepen taalvariëteit draagt ook vaak bij aan een sterkere onderlinge groepsidentiteit van de sprekers van de verschillende varianten.
Voorbeelden van zulke macrotalen zijn 'Chinese talen' (10 talen), het 'Arabisch' (code ara; ca. 30 talen), 'Quechua' (code que, 40+ talen), het Malagassisch (code mlg, 12 talen), het Perzisch en het Vaynakhs.